# República da China nos Jogos Olímpicos de Verão de 1936
A República da China participou dos Jogos Olímpicos de Verão de 1936 em Berlim, na Alemanha.